# 福井北防波堤灯台
福井北防波堤灯台（ふくいきたぼうはていとうだい）は、福井県坂井市の福井港福井区に立つ白亜コンクリート造の小型灯台。

## 歴史
- 1978年（昭和53年）11月16日 初点灯
- 2008年（平成20年）8月1日 光源をLED化、電源を太陽電池化[2]

## 付近の観光地・施設
- 福井港
- 福井南防波堤灯台